# Зейналов, Камран Тураб оглы
Камран Тураб оглы Зейналов (азерб. Kamran Turab oğlu Zeynalov; род. 28 января 1992, Сабирабадский район) — азербайджанский спортсмен, стрелок-паралимпиец (пулевая стрельба), чемпион мира 2023 года, серебряный и бронзовый призёр чемпионата мира 2014, бронзовый призёр чемпионата Европы 2013, победитель Кубка мира 2014 и бронзовый призёр Кубка мира 2011. Представлял Азербайджан на летних Паралимпийских играх 2020 в Токио.

## Биография
Камран Тураб оглы Зейналов родился 28 января 1992 года в Сабирабадском районе Азербайджана. У Зейналова врождённый синдром детского церебрального паралича. Когда Камрану было четыре года, семья переехала в Баку. В 1999 году семья Зейналовых вновь переехала: чтобы оплатить лечение Камрана, родители были вынуждены продать свою квартиру в Баку и переехать в Сумгаит. Среднее образование Камран Зейналов получил в домашних условиях. По его же словам, учился хорошо, любимым его предметом была алгебра, он даже занимал места на республиканских Олимпиадах по алгебре. Однако, в ВУЗ Зейналов поступать отказался, считая, что ему будет тяжело туда ездить.
Камран с детства проявлял интерес к спорту, в особенности к футболу и тяжёлой атлетике. В 2008 году Камран Зейналов увидел по телевизору передачу про подготовку к Паралимписким играм в Пекине чемпиона Игр 2004 года дзюдоиста Ильхама Закиева. Биография Закиева вдохновила Камрана Зейналова вступить в паралимпийский комитет. Здесь он заявил, что хочет заниматься тяжёлой атлетикой, однако выяснилось, что для покупки разного рода витаминов нужно много средств, что семья Зейналова не могла себе позволить. После этого ему предложили заняться стрельбой, но Камран отказывается.
Однажды Камран вместе со своим другом-дзюдоистом отправляется в Паралимпийский комплекс в Сумгаите. Здесь он знакомится с тренером по дзюдо Зауром Раджабли, который убеждает Камрана заниматься стрельбой. Таким образом, Зейналов вскоре начинает заниматься спортивной стрельбой под началом Виталия Сотникова.
В 2010 году Зейналов занял 4-е место на Кубке мира в Анталье в стрельбе из пневматического пистолета на 10 м. В 2011 году завоевал бронзовую медаль на Кубке мира в испанском Аликанте в командной стрельбе из пневматического пистолета на 10 м.

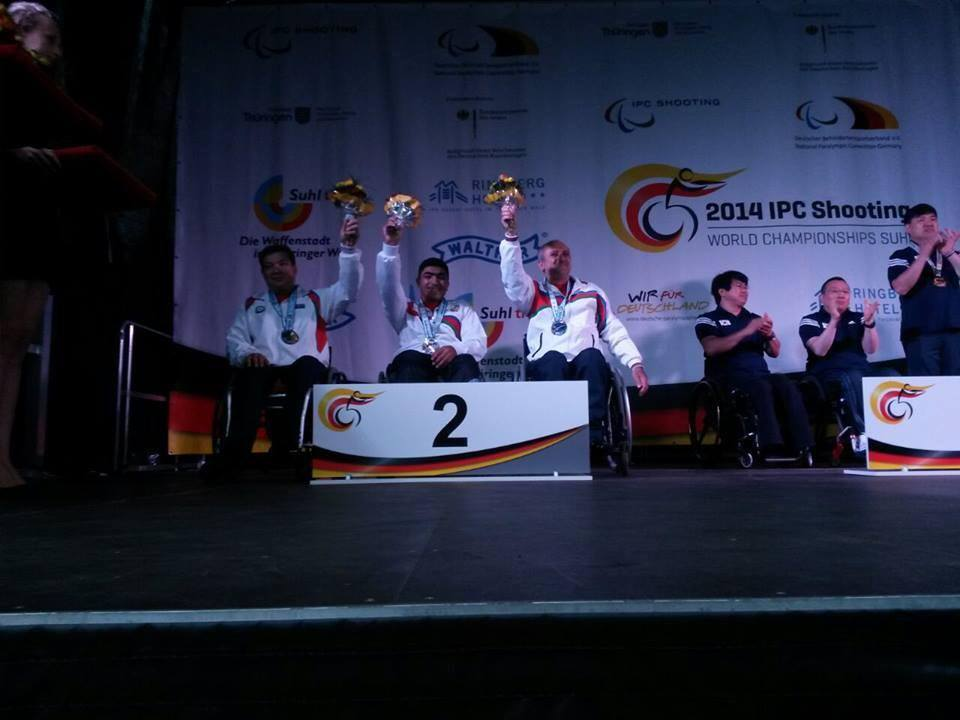
Камран Зейналов (в центре) на пьедестале почёта чемпионата мира 2014 года (Зуль, Германия)

В 2013 году Зейналов выиграл бронзу чемпионата Европы в Аликанте в командной стрельбе из пневматического пистолета на 50 м.
В марте 2014 года Камран Зейналов в составе команды по стрельбе из пистолета на расстояние 10 метров выиграл Кубок мира по стрельбе среди паралимпийцев в Сток-Мандевилле в Великобритании. Команда в общей сложности набрала 1661 очков. На этом же турнире Зейналов с результатом в 194,5 очков занял первое место в стрельбе на 10 м. В июле этого же года сборная Азербайджана, в составе которой был и Зейналов, заняла второе место в стрельбе на 10 м и третье место в стрельбе на 50 метров на чемпионате мира в городе Зуль в Германии.
В октябре 2019 года на чемпионате мира в Сиднее Камран Зейналов с 563 очками занял 12-е место в стрельбе на 10 м и 15-е место с 524 очками в стрельбе на 50 м, завоевав тем самым путёвку на Паралимпиаду в Токио.
В июле 2021 года Камран Зейналов завоевал золотую медаль в стрельбе на 10 метров на Гран-при по стрельбе среди паралимпийцев в городе Нови-Сад (Сербия).
На Паралимпийских играх 2020 в Токио Зейналов в стрельбе на 10 м с 543 очками занял 23-е место среди 27 участников и не вышел в финал. В стрельбе же на 50 м он с 518 очками стал 20-м среди 34 спортсменов и также не пробился в финал.
В декабре 2022 года стал победителем чемпионата Азербайджана по пулевой стрельбе среди паралимпийцев в личном зачёте. В апреле 2023 года выиграл чемпионат Азербайджана по стрельбе. В мае этого же года выступил на международном турнире в Ганновере, где выиграл три серебряные и одну бронзовую медали: в соревновании смешанных пар в дуэте с Еленой Тарановой в стрельбе из пневматического пистолета на дистанции 10 м (P2) — серебро, в пулевой стрельбе на дистанции 50 м — серебро, в командном турнире вместе с Еленой Тарановой и Айбениз Бабаевой на дистанции 50 м — бронзу, в командных соревнованиях вместе Рафиком Алиевым и Рашадом Имамалиевым в пулевой стрельбе на дистанции 10 м (P1) — серебро.
В сентябре 2023 года на чемпионате мира по пулевой стрельбе среди паралимпийцев в Лиме Зейналов в паре с Айбениз Бабаевой взял серебро в стрельбе с 10 метров (P6, mix). На этом же чемпионате стал победителем в стрельбе с 50 метров. Таким образом Зейналов набрал 220,5 очков и завоевал лицензию на Паралимпийские игры 2024 в Париж.

## Достижения
| Чемпионаты мира   | Чемпионаты мира     | Чемпионаты мира                   |
| ----------------- | ------------------- | --------------------------------- |
| Серебро           | Зуль 2014           | команда, пистолет, 10 м           |
| Бронза            | Зуль 2014           | смешанная команда, пистолет, 50 м |
| Серебро           | Лима 2023           | смешанная пара, пистолет, 10 м    |
| Золото            | Лима 2023           | пистолет, 50 м                    |
| Кубки мира        |                     |                                   |
| Бронза            | Аликанте 2011       | команда, пистолет, 10 м           |
| Золото            | Сток-Мандевилл 2014 | пистолет, 10 м                    |
| Золото            | Сток-Мандевилл 2014 | команда, пистолет, 10 м           |
| Чемпионаты Европы |                     |                                   |
| Бронза            | Аликанте 2013       | команда, пистолет, 50 м           |